# 25050 Michmadsen
25050 Michmadsen è un asteroide della fascia principale. Scoperto nel 1998, presenta un'orbita caratterizzata da un semiasse maggiore pari a 2,2898306 UA e da un'eccentricità di 0,1401748, inclinata di 5,28780° rispetto all'eclittica.